# 長野県道497号美麻八坂線
長野県道497号美麻八坂線（ながのけんどう497ごう みあさやさかせん）は、長野県大町市を通る一般県道。

## 概要

### 路線データ
- 起点：大町市大字美麻字青具（長野県道31号長野大町線交点）
- 終点：大町市大字八坂字大平（長野県道55号大町麻績インター千曲線交点）

## 通過する自治体
- 大町市

## 交差・接続する道路
- 長野県道31号長野大町線 - 大町市大字美麻字青具（起点）
- 長野県道393号小島信濃木崎停車場線 - 大町市大字美麻字宮村・新田下間 ※一部重複
- 長野県道394号川口大町線 - 大町市大字美麻字小沢
- 長野県道55号大町麻績インター千曲線 - 大町市大字八坂字大平（終点）